# Mendele Moicher Sforim

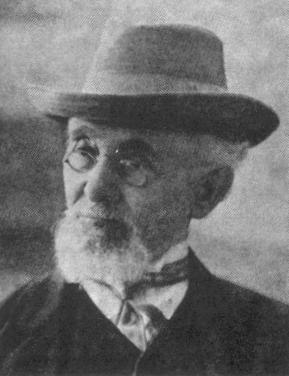
Mendele Moicher Sforim

Mendele Moicher Sforim (geb. 21. Dezember 1835jul. / 2. Januar 1836greg. in Kopyl bei Minsk; gest. 25. Novemberjul. / 8. Dezember 1917greg. in Odessa; jiddisch מענדעלע מוכר־ספרים Transkription mendele mojxer-sforim;
hebräisch מנדלי מוכר ספרים; jiddische und aschkenasische Aussprache: Mendele Mojcher Sforim, sephardische Aussprache: Mendele Mocher Sefarim; wörtlich deutsch „Mendele der Buchhändler“, eigentlich Scholem Jankew Abramowitsch) war ein russisch-jüdischer Schriftsteller, der vor allem in jiddischer, aber auch in hebräischer Sprache schrieb. Er gilt als „Großvater“ (jiddisch sejde) der neujiddischen Literatur und hat ihr mit seiner geschliffenen Prosa Weltruf verschafft. Mendele ist, vor Scholem Alejchem (der sich stets als Mendeles „Enkel“ bezeichnet hat) und Jitzchok Leib Perez, der älteste der sogenannten drei Klassiker der jiddischen Literatur.

## Leben

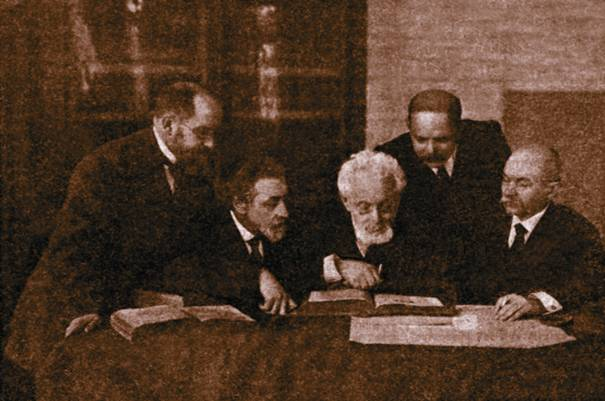
Ravnitzki, Anski, Mendele, Bialik, Frug, vor 1916

Schon seit früher Jugend lernte Abramowitsch Hebräisch, Bibel und Talmud. Nach dem Tod seines Vaters verließ der knapp 13-jährige Mendele seinen Geburtsort, zog als wandernder Student umher und besuchte verschiedene Jeschiwot. Auf seinen Reisen durch Litauen, Wolhynien, Podolien und die Ukraine nahm er zahlreiche Eindrücke des jüdischen Lebens auf, die später in seinen Werken ihren Niederschlag fanden. In Podolien hatte er bei dem damals berühmten Schriftsteller Abraham Bär Gottlober Aufnahme gefunden und dort Deutsch, Russisch und die neueste Aufklärungsliteratur studiert, danach ein reguläres Studium aufgenommen, das Lehrerdiplom erworben und einige Jahre an einer staatlichen Schule als Lehrer gearbeitet.
Von 1853 bis 1858 hielt sich Mendele in Kamenz auf, wo er die Tochter eines Anhängers der Haskala heiratete. Diese erwies sich jedoch als psychisch instabil, und die Ehe ging in die Brüche. In Berditschew, wo er von 1858 bis 1869 lebte, heiratete er ein zweites Mal, und dieses Mal hielt die Ehe. Fortan lebte er bis 1881 in Schytomyr (wo er das Rabbinerdiplom am dortigen Rabbinerseminar Schitomir erwarb) und für den Rest seines Lebens (abgesehen von einem zweijährigen Aufenthalt in Genf, 1905–1907) in Odessa, wo sich eine große und wohlhabende jüdische Gemeinde befand. Hier, in einem Zentrum der Aufklärung, betätigte er sich als Lehrer und wurde Leiter der jüdischen Gemeindeschule Talmud-Torah.
Mendeles Wirken und sein literarisches Werk bewegen sich zwischen gegensätzlichen Polen: auf der einen Seite satirische Beschreibung des Ghettojuden, auf der anderen Seite verzeihende Liebe und Engagement für das jüdische Volk. Oftmals sind beide Tendenzen im selben Werk zu finden. In seiner Jugend war er ein Anhänger der jüdischen Aufklärung (Haskala), wobei er der Assimilation der Juden grundsätzlich kritisch gegenüberstand. Er wandte sich dann im Alter dem Zionismus zu. In einer auf Hebräisch geschriebenen Erzählung von 1894/95 (Die himmlische und die irdische Akademie) beschreibt er die Spaltung zwischen Befürwortern der Assimilation, orthodoxen Juden und Anhängern der neuen Zionsbewegung (Chowewe Zion). Der Autor selbst, der in der Erzählung unter seinem Namen auftritt, zählt zwar viele Argumente der Parteien auf, kann sich aber für keinen eigenen Standpunkt entscheiden.
Mendele gilt als Begründer der modernen jiddischen Literatur, die ab seiner ersten Publikation in jiddischer Sprache einen Aufschwung erlebte. Das Jahr 1864 wird deshalb als Meilenstein in der Geschichte dieser Literatur angesehen. Mendele zeichnete humorvoll und realistisch das Bild der Juden aus dem Ansiedlungsrayon. Die fiktiven Ortsnamen (etwa „Dümmingen“ oder „Schnorringen“) in seinen Werken deuten auf Ignoranz und fehlenden praktischen Sinn der Bewohner. Während seines ganzen Lebens schrieb er sowohl jiddisch als auch hebräisch. Oftmals erzielt er überraschende Wirkungen, indem er Redewendungen aus dem biblischen Kontext auf Tagesfragen überträgt. Die Qualität seines neuen hebräischen Stils beschreibt er wie folgt: „Lasst uns einen hebräischen Stil schaffen, ein lebendiges Wesen, das klar und deutlich spricht, wie es Menschen hier und heute tun, und lasst seine Seele jüdisch sein.“

## Werke (Auswahl)

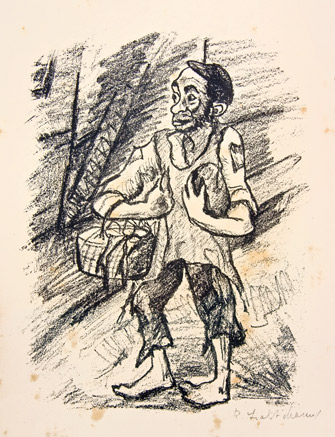
Rachel Szalit-Marcus, Mappenwerk Fischke der Krumme (1920)

- Mischpass Scholojm. Wilna 1860 (Sammlung verschiedener Schriften).
- Toledos hatewo.[4] 1862–72.
- Doss klejne menschele.[5] Odessa 1864.
- Doss wuntschfingerl.[6] (Der Wunschring. jiddisch: Warschau 1865, Mendeles erster jiddischer Roman; hebräisch, von Mendele selbst übersetzt: Be emek habacha, Das Tränental 1897/98; deutsche Erstausgabe: Jüdischer Verlag, Berlin 1925; zuletzt zusammen mit Fischke der Krummer bei Walter, Olten 1961).
- Ho owojss we ha-bonim.[7] (Väter und Söhne, hebr., Roman). Schitomir 1867.
- En Mischpas.[8] Schitomir 1867.
- Diwre hajomim liwne harussim.[9] Odessa 1868.
- Fischke der Krummer.[10] (Der lahme Fischke, jiddisch: Schitomir 1869, deutsch von Alexander Eliasberg, Der Luftballon, Schitomir 1869; erweitert, jiddisch: Schitomir 1888; hebräisch 1901; weitere deutsche Ausgabe: Loewit-Verlag, Wien und Berlin 1918).
- Fischke der Lahme. Bettlerroman. Verlag Philipp Reclam jun., Leipzig, 1978. (übertragen und herausgegeben von Hubert Witt; mit Reproduktionen von 26 Lithografien von Anatoli Kaplan; auch als Vorzugsausgabe in 225 nummerierten Ex.)
- Fischke der Lahme: Bettlerroman. Reclam, Leipzig 1994, ISBN 3-379-01496-6; Fischke der Krumme. Tredition Classics, Hamburg 2012, ISBN 978-3-8472-6712-6).
- Di taksse.[11] Schitomir 1869 (russisch von J. M. Petrikowski).
- Der fisch. Odessa 1870.
- Di kliatsche.[12] (Das Lastpferd, Die Schindmähre, Die Mähre, jiddisch: Wilna 1873; polnisch: Warschau 1886; hebräisch 1901; deutsche Erstausgabe: Jüdischer Verlag, Berlin 1924; zuletzt Goldmann, München 1988, ISBN 978-3-442-08909-3).[13]
- Der usstaw iber wojnsski pawinosst. Schitomir 1874.
- Doss jidl.[14] Warschau 1875.
- Pirke schirah.[15] Schitomir 1875.
- Luach hassocherim (Kalender für Kaufleute). Schitomir 1877.
- Majssess Binjomin haschlischi, 1878[16] (ins Polnische übersetzt von Klemens Junosza unter dem Titel Donkiszot Żydowski (= „Der jüdische Don Quichotte“, Wilna 1878; hebräisch 1896 unter dem Titel Masaot Binjamin ha-Schlischi; auch tschechisch; ins Deutsche übersetzt von Efraim Frisch unter dem Titel Die Fahrten Binjamins des Dritten, Schocken-Verlag, Berlin 1937, zuletzt bei Walter, Olten 1983, ISBN 978-3-530-56410-5; neu übersetzt von Susanne Klingenstein unter dem Titel Die Reisen Benjamins des Dritten, Hanser, München 2019, ISBN 978-3-446-26395-6).
- Luach hassocherim (Kalender für Kaufleute). Wilna 1879.
- Der Prisiw (Drama in fünf Akten). Odessa 1884.
- Schem we Japhet ba Agalah. 1890.
- Bijeme haraasch (Aus der Zeit der Pogrome). 1894.
- Bi Jeschiwa schel maalah (Humoreske). 1895.

Ohne Jahr oder Jahr nicht ermittelt:
- Bejomim hahem („In jenen Tagen“).
- Schlojmale[17] (autobiographische Erzählung)

Ausgaben (Auswahl):
- Werkausgabe in 17 Bänden 1910 anlässlich des 75. Geburtstages des Verehrten herausgegeben im Verlag seiner Verehrer Mendele (darunter ein Band Kritiken)
- Ale Werk. 22 Bände. Krakau, Warschau, New York, Wilna, 1911–1936.